# Mali op de Olympische Zomerspelen 2008
Mali nam deel aan de Olympische Zomerspelen 2008 in Peking, China.
Mali debuteerde op de Zomerspelen in 1964 en deed in 2008 voor de elfde keer mee. Net als bij de tien voorgaande deelnames won Mali geen medaille.

## Atletiek
| Olympiër        | Discipline      | Resultaat | Prestatie                                         |
| --------------- | --------------- | --------- | ------------------------------------------------- |
| Ibrahima Maiga  | 400m horden (m) | 21e       | serie 2: 6de in 50,57                             |
|                 |                 |           |                                                   |
| Kadiatou Camara | 200m (v)        | 17e       | serie 5: 2de in 23,06 kwartfinale 3: 4de in 23,06 |

## Basketbal
| Olympiër | Discipline | Resultaat | Prestatie |
| --- | ---------- | --------- | --- |
| Fatoumata Bagayoko Nagnouma Coulibaly Mariatou Diarra Diéné Diawara Diana Leo Gandega Kadiatou Kanoute Hamchétou Maïga Aminata Sininta Djenebou Sissoko Meiya Tirera Kadiatou Toure Nassira Traore | vrouwen    | 12e       | groep B: 6de V van Nieuw-Zeeland: 72-76 V van Tsjechië: 47-81 V van Verenigde Staten: 41-97 V van China: 48-69 V van Spanje: 47-79 |

| Groep B |                  |             |             |             |        |        |        |        |
| #       | Land             | Wedstrijden | Wedstrijden | Wedstrijden | Punten | Punten | Punten | Punten |
| #       | Land             | G           | W           | V           | V      | T      | Saldo  | Punten |
| 1       | Verenigde Staten | 5           | 5           | 0           | 491    | 276    | +215   | 10     |
| 2       | China            | 5           | 4           | 1           | 358    | 346    | +12    | 9      |
| 3       | Spanje           | 5           | 3           | 2           | 357    | 324    | +33    | 8      |
| 4       | Tsjechië         | 5           | 2           | 3           | 346    | 356    | -10    | 7      |
| 5       | Nieuw-Zeeland    | 5           | 1           | 4           | 320    | 423    | -103   | 6      |
| 6       | Mali             | 5           | 0           | 5           | 255    | 402    | -147   | 5      |

| Ronde       | Datum  | Plaats   | Land  | Score            | Land |
| ----------- | ------ | -------- | ----- | ---------------- | ---- |
| Groepsfase  |        |          |       |                  |      |
| 9 augustus  | Peking | Mali     | 72-76 | Nieuw-Zeeland    |      |
| 11 augustus | Peking | Tsjechië | 81-47 | Mali             |      |
| 13 augustus | Peking | Mali     | 41-97 | Verenigde Staten |      |
| 15 augustus | Peking | China    | 69-48 | Mali             |      |
| 17 augustus | Peking | Mali     | 47-79 | Spanje           |      |

## Taekwondo
| Olympiër          | Discipline | Resultaat | Prestatie                                                               |
| ----------------- | ---------- | --------- | ----------------------------------------------------------------------- |
| Daba Modibo Keita | +80kg (m)  | 8e        | voorronde: W van FRA Borot: 6-5 kwartfinale: V van NGR Chukumerije: 0-1 |

## Zwemmen
| Olympiër             | Discipline          | Resultaat | Prestatie               |
| -------------------- | ------------------- | --------- | ----------------------- |
| Mohamed Coulibaly    | 50m vrije slag (m)  | 86e       | serie 3: 5de in 29,09   |
|                      |                     |           |                         |
| Mariam Pauline Keita | 100m schoolslag (v) | 49e       | serie 1: 3de in 1.24,26 |

Afghanistan · Albanië · Algerije · Amerikaanse Maagdeneilanden · Amerikaans-Samoa · Andorra · Angola · Antigua en Barbuda · Argentinië · Armenië · Aruba · Australië · Azerbeidzjan · Bahama's · Bahrein · Bangladesh · Barbados · België · Belize · Benin · Bermuda · Bhutan · Bolivia · Bosnië en Herzegovina · Botswana · Brazilië · Britse Maagdeneilanden · Bulgarije · Burkina Faso · Burundi · Cambodja · Canada · Centraal-Afrikaanse Republiek · Chili · China · Chinees Taipei · Colombia · Comoren · Congo-Brazzaville · Congo-Kinshasa · Cookeilanden · Costa Rica · Cuba · Cyprus · Denemarken · Djibouti · Dominica · Dominicaanse Republiek · Duitsland · Ecuador · Egypte · El Salvador · Equatoriaal-Guinea · Eritrea · Estland · Ethiopië · Fiji · Filipijnen · Finland · Frankrijk · Gabon · Gambia · Georgië · Ghana · Grenada · Griekenland · Groot-Brittannië · Guam · Guatemala · Guinee · Guinee‑Bissau · Guyana · Haïti · Honduras · Hongarije · Hongkong · Ierland · IJsland · India · Indonesië · Irak · Iran · Israël · Italië · Ivoorkust · Jamaica · Japan · Jemen · Jordanië · Kaaimaneilanden · Kaapverdië · Kameroen · Kazachstan · Kenia · Kirgizië · Kiribati · Koeweit · Kroatië · Laos · Lesotho · Letland · Libanon · Liberia · Libië · Liechtenstein · Litouwen · Luxemburg · Macedonië · Madagaskar · Malawi · Malediven · Maleisië · Mali · Malta · Marshalleilanden · Marokko · Mauritanië · Mauritius · Mexico · Micronesië · Moldavië · Monaco · Mongolië · Montenegro · Mozambique · Myanmar · Namibië · Nauru · Nederland · Nederlandse Antillen · Nepal · Nicaragua · Nieuw-Zeeland · Niger · Nigeria · Noord-Korea · Noorwegen · Oeganda · Oekraïne · Oezbekistan · Oman · Oostenrijk · Oost‑Timor · Pakistan · Palau · Palestina · Panama · Papoea-Nieuw-Guinea · Paraguay · Peru · Polen · Portugal · Puerto Rico · Qatar · Roemenië · Rusland · Rwanda · Saint Kitts en Nevis · Saint Lucia · Saint Vincent en Grenadines · Salomonseilanden · Samoa · San Marino · Sao Tomé en Principe · Saoedi-Arabië · Senegal · Servië · Seychellen · Sierra Leone · Singapore · Slovenië · Slowakije · Soedan · Somalië · Spanje · Sri Lanka · Suriname · Swaziland · Syrië · Tadzjikistan · Tanzania · Thailand · Togo · Tonga · Trinidad en Tobago · Tsjaad · Tsjechië · Tunesië · Turkije · Turkmenistan · Tuvalu · Uruguay · Vanuatu · Venezuela · Verenigde Arabische Emiraten · Verenigde Staten · Vietnam · Wit-Rusland · Zambia · Zimbabwe · Zuid-Afrika · Zuid-Korea · Zweden · Zwitserland
Uitgesloten van deelname: Brunei